# Институт химии твёрдого тела УрО РАН
Институт химии твёрдого тела Уральского отделения Российской академии наук (ИХТТ УрО РАН) — один из ведущих институтов химического профиля Уральского отделения РАН в Российской Федерации.

## История
Дата создания Института определяется постановлением Уралоблисполкома от 27 июня 1932 г. № 199 «Об организации Уральского Отделения АН СССР». С 1932 г. — организация - Химического института УФАН СССР. Постановлением Секретариата Уралоблкома ВКП(б) "Об организации филиала Академии наук на Урале" от 3 июня 1932 г.  планировалось создание в этом же году Химического, Геологического и Геофизического Институтов. Первым директором Химического Института стал профессор Звягинцев О.Е.. Однако к 1934 г. в связи с невыполнением плана была проведена реорганизация УФАНа, после чего остались две лаборатории на базе Химического Института: лаборатория физико-химического анализа (16 сотрудников из них 11 научных, заведующий Штейнберг С.С.) и лаборатория органической химии и пирогенных процессов (11 сотрудников из них 8 научных, заведующий Постовский И.Я.).
В 1945 г. Химический Институт был переименован в Институт химии и металлургии в связи с присоединением двух лабораторий Института металловедения, металлофизики и металлургии.
Институт был переименован в Институт металлургии после выделения в 1953—54 гг. химических лабораторий в Отдел химии.
В 1956 г. на базе Отдела был создан Институт химии Уральского филиала Академии Наук СССР (УФАН СССР), из которого в 1958 г. выделился Институт электрохимии (ныне Институт высокотемпературной электрохимии УрО РАН  Архивная копия от 23 февраля 2014 на Wayback Machine).
В 1988 г. из Института химии Уральского филиала Академии Наук СССР был выделен Отдел тонкого органического синтеза, впоследствии ставший Институтом органического синтеза им. И.Я.Постовского УрО РАН  Архивная копия от 23 августа 2013 на Wayback Machine.
В 1991 г. по предложению директора Института химии академика Швейкина Г.П.  Институт химии был переименован в Институт химии твердого тела УрО РАН  Архивная копия от 19 сентября 2008 на Wayback Machine в соответствии с ведущим направлением деятельности Института.
В 2017 г. Институт химии твердого тела УрО РАН отметил 85-летие своей деятельности  Архивная копия от 17 апреля 2018 на Wayback Machine

## Направления исследований
Основное направление научных исследований ИХТТ УрО РАН — направленный синтез твердофазных соединений и сплавов s, p, d и f-элементов в различных структурных состояниях, исследование их физико-химических свойств с целью разработки перспективных материалов, совершенствования и создания новых технологий, в том числе по переработке отходов промышленных производств и охране окружающей среды. В институте работает Специализированный учёный совет по защитам докторских и кандидатских диссертаций по химии твердого тела, физической химии, неорганической химии и аналитической химии. Ученые института принимают активное участие в выполнении проектов по гос.программам и программам национальных научных фондов, в частности Российского научного фонда, региональных программ Урала и др. Специалисты института проводят традиционную конференцию "Химия твердого тела и функциональные материалы" (1993—2024 гг.), участвуют в международных конференциях и симпозиумах, выполняют совместные исследования с зарубежными партнерами из КНР, др.стран.

Наиболее значимые результаты фундаментальных и прикладных исследований получены институтом в следующих областях: 
- физикохимия оксидных соединений, в том числе, высокотемпературных сверхпроводников, кислородных мембранных материалов, люминофоров, фотокатализаторов, магнетиков, сорбентов
- тугоплавкие износостойкие соединения и материалы на их основе, безвольфрамовые твёрдые сплавы
- легкоплавкие быстротвердеющие и энергоемкие сплавы
- комплексная переработка техногенного и минерального сырья с получением на его основе галлия, скандия, новых материалов
- квантовая химия и спектроскопия твердого тела
- физикохимия сорбционных и каталитических процессов, механизмы сорбции и кристаллизации из растворов микроэлементов, радионуклидов

## Сотрудники
На данный момент в Институте работают:
- академик РАН Кожевников Виктор Леонидович (д.х.н., главный научный сотрудник)
- член-корреспонденты РАН: 
  - Бамбуров Виталий Григорьевич (д.х.н., главный научный сотрудник)
- профессора и доктора наук:
  - Базуев Геннадий Васильевич (д.х.н., главный научный сотрудник)
  - Кузнецов,Михаил Владимирович (директор института, д.х.н., главный научный сотрудник)
  - Гусев Александр Иванович (д.ф.-м.н., главный научный сотрудник)
  - Красненко Татьяна Илларионовна (д.х.н., главный научный сотрудник)
  - Яценко Сергей Павлович (д.х.н., заслуженный деятель науки и техники РФ)
  - Жуков Владлен Петрович (д.ф.-м.н., главный научный сотрудник)
  - Шевченко Владимир Григорьевич (д.х.н., главный научный сотрудник)
  - Бушкова Ольга Викторовна (д.х.н., главный научный сотрудник)
  - Шалаева Елизавета Викторовна (д.х.н., главный научный сотрудник)
  - Денисова Татьяна Александровна (д.х.н., главный научный сотрудник)
  - Бушкова Ольга Викторовна (д.х.н., главный научный сотрудник)
  - Красильников Владимир Николаевич (д.х.н., главный научный сотрудник)
  - Патракеев Михаил Валентинович (д.х.н., главный научный сотрудник)
  - Зуев Михаил Георгиевич (д.х.н., главный научный сотрудник)
  - Медведева Надежда Ивановна (д.х.н., главный научный сотрудник)
  - Келлерман Дина Георгиевна (д.ф-м.н.,ведущий научный сотрудник)
  - Рыжков Михаил Владимирович (д.х.н., ведущий научный сотрудник)
  - Поляков Евгений Валентинович (д.х.н., главный научный сотрудник, почетный работник науки и техники РФ)

## Структура
Институт состоит из 9 отделов и лабораторий:
1. отдел оксидных систем (зав.: Кожевников В.Л., академик РАН);
2. нестехиометрических соединений (зав.: Курлов А.С., к.ф.-м.н.;
3. химии гетерогенных процессов (зав.: Сабирзянов Н.А., д.т.н., с.н.с.)
4. неорганического синтеза (зав.: Линников О.Д., д.х.н.);
5. химии соединений редкоземельных элементов (зав.: Журавлев В.Д.,к.х.н. );
6. структурный и фазового анализа (зав.: Тютюнник А.П., к.х.н.);
7. физико-химических методов анализа (зав.: Поляков Е.В.,д.х.н., с.н.с., почётный работник науки и техники РФ);
8. квантовой химии и спектроскопии им. А.Л. Ивановского (зав.: Кузнецов М.В., д.х.н.);
9. физико-химии дисперсных систем (зав.: Шевченко В.Г., д.х.н.);
10. перспективных функциональных материалов для химических источников тока (зав.: Бушкова О.В.,д.х.н. );
11. ионики твёрдого тела (зав.: Сунцов А.Ю.,к.х.н. ).